# Dan O'Brien
Daniel Dion ("Dan") O'Brien (Portland, Oregón, 18 de julio de 1966) es un atleta estadounidense especialista en pruebas combinadas que fue campeón olímpico de decatlón en los Juegos de Atlanta 1996, además de campeón mundial en tres ocasiones.

## Biografía

### Inicios
Sus padres eran dos jóvenes estudiantes de Portland (él un afrodescendiente y ella una chica blanca) que no podían hacerse cargo de él, por lo que decidieron entregarlo en adopción. Cuando Dan tenía dos años, fue adoptado por la familia O'Brien, de origen irlandés, que a partir de ese momento se convirtió en la suya.
En 1984 se matriculó en la Universidad de Idaho, donde también competía en atletismo. Se graduó en 1989.
Su salto a la élite mundial se produjo en 1990, cuando fue 2.º en los campeonatos de Estados Unidos de decatlón celebrados en Norwalk, California, tras Dave Johnson. En los Goodwill Games de Seattle de ese mismo año volvió a ser 2º tras Johnson. Acabó 6º del ranking mundial del año con una marca de 8.358 puntos.
En 1991 ganó su primer título de campeón de Estados Unidos, algo que repetiría en cuatro ocasiones más (1993, 94, 95 y 96) 
Su consagración llegó en los Campeonatos del Mundo de Tokio 1991, donde obtuvo la medalla de oro con 8.812 puntos, que era la mejor marca mundial del año y la tercera mejor de todos los tiempos.

### Plusmarquista mundial
En 1992 era el principal candidato para ganar el oro olímpico en los Juegos de Barcelona. Sin embargo durante las pruebas de selección de su país para ir a los Juegos, celebradas en Nueva Orleans, cometió un inexplicacle fallo en la prueba de salto con pértiga al hacer tres nulos en su primera altura, perdiendo así todas las opciones de clasificarse, por lo que no pudo participar en los Juegos.
A principios de septiembre de ese mismo año se desquitó en parte de esa decepción, batiendo en la localidad francesa de Talence el récord mundial de decatlón que ostentaba el británico Daley Thompson desde los Juegos de Los Ángeles '84 con 8.847 puntos. La marca de O'Brien fue de 8.891 puntos. Este récord permanecería vigente hasta 1999 cuando fue batido en Praga por el checo Tomás Dvorák.
En 1993 continuó dominando su especialidad. En los Campeonatos del Mundo en pista cubierta celebrados en Toronto a mediados de marzo, logró la victoria en el heptatlón (en pista cubierta solo existe el heptatlón, que consiste en siete pruebas en lugar de las diez del decatlón), y estableció un nuevo récord mundial de esta prueba con 6.476 puntos. Actualmente, con esta marca, O'Brien es el segundo heptatleta de todos los tiempos.
Ya en el verano, en los Campeonatos del Mundo de Stuttgart logró revalidar el título conquistado dos años antes en Tokio, haciendo además una gran marca de 8.817 puntos, que de nuevo era la mejor del mundo ese año.
En 1994 su victoria más importante fue en los Goodwill Games celebrados en San Petersburgo. Sin embargo el líder mundial de año no sería él, sino el bielorruso Eduard Hämäläinen.
En 1995 conquistó su tercer título mundial consecutivo en los Campeonatos del Mundo de Gotemburgo, donde ganó con 8.695 puntos, por delante de Hämäläinen y del canadiense Michael Smith. O'Brien volvía a ser el líder mundial del año por cuarta vez.

### Campeón olímpico
La competición más importante de su carrera deportiva iban a ser los Juegos Olímpicos de Atlanta 1996, donde debía sacarse la espina de su decepción de cuatro antes. La prueba olímpica tuvo lugar los días 31 de julio y 1 de agosto. O'Brien era el gran favorito con diferencia, y esta vez no falló, ganando la medalla de oro con 8.824 puntos, un nuevo récord olímpico y la segunda mejor marca de su vida. La medalla de plata fue para el alemán Frank Busemann (8.706) y el bronce para el checo Tomás Dvorák (8.664)
Tras los Juegos, después de habier conseguido el único título que le faltaba, decidió tomarse un año libre, y no compitió en 1997. Regresó en 1998 participando en los Goodwill Games de Nueva York, donde obtuvo la victoria con 8.755 puntos, la mejor marca mundial del año. Sin embargo, debido a sus numerosos problemas físicos, se retiró del atletismo poco después.
Su marca personal de 8.891 puntos es actualmente el récord de Estados Unidos y la tercera mejor marca mundial de todos los tiempos, tras los checos Roman Šebrle (9.026) y Tomás Dvorák (8.994)  (esto no es cierto, el también norteamericano Easton Eaton ya ha superado esta marca , por lo que no es récord nacional de Estados Unidos. La marca de O´Brien es, actualmente,  la cuarta mejor de todos los tiempos) .
Como decatleta O'Brien destacaba sobre todo en las pruebas de velocidad y saltos. Por el contrario obtenía peores registros en los lanzamientos y sobre todo en los 1.500 metros, su peor prueba con diferencia.
A finales de los años 90, trabajó como modelo para la firma italiana Versace.

## Resultados

### Competiciones
| Año  | Competición                 | Lugar      | Puesto | Marca   |
| ---- | --------------------------- | ---------- | ------ | ------- |
| 1991 | Campeonato del Mundo        | Tokio      | 1º     | 8.812 p |
| 1993 | Campeonato del Mundo Indoor | Toronto    | 1º     | 5.476 p |
| 1993 | Campeonato del Mundo        | Stuttgart  | 1º     | 8.817 p |
| 1995 | Campeonato del Mundo        | Gotemburgo | 1º     | 8.695 p |
| 1996 | Juegos Olímpicos            | Atlanta    | 1º     | 8.824 p |

### Marcas personales
- Decatlón - 8.891 (Talence, 4 y 5 Sep 1992)

(10,43 - 8.08 - 16.69 - 2.07 - 48,51 / 13,98 - 48.56 - 5.00 - 62.58 - 4:42,10)
- 100 metros - 10,41 (Tokio, 29 Ago 1991)
- Salto de longitud - 7.99 (Stuttgart, 19 Ago 1993)
- Lanzamiento de peso - 16.24 (Tokio, 29 de agosto de 1991)
- Salto de altura - 2.13 (Gotemburgo, 6 de agosto de 1995)
- 400 metros - 46,53 (Tokio, 29 de agosto de 1991)
- 110 metros vallas - 13,47 (San José, 27 de mayo de 1995)
- Lanzamiento de disco - 52.71 (Modesto, 11 de mayo de 2002)
- Salto con pértiga - 5.20 (Tokio, 30 de agosto de 1991)
- Lanzamiento de jabalina - 62.90 (Gotemburgo, 7 de agosto de 1995)
- 1500 metros - 4:37,50 (Tokio, 30 de agosto de 1991)